# Переулок Маяковского (Москва)
Переу́лок Маяко́вского — улица в центре Москвы в Таганском районе между Таганской улицей и улицей Большие Каменщики.

## История
Первоначально Студенецкий переулок; название по колодцу (студенец — «родник, колодец»). Затем Гендриков переулок, называвшийся по фамилии домовладельца конца XVIII века купца М. П. Гендрикова. В 1935 году переименован в память о поэте Владимире Владимировиче Маяковском (1893—1930), который с 1926 года жил преимущественно в этом переулке (дом 15/13), на углу переулка и улицы Большие Каменщики, вместе с супругами Брик. На доме мемориальная доска, в доме в 1938—1972 годах размещалась Библиотека-музей Маяковского, позже Всероссийское общество книголюбов, в 1990-х Культурный центр Республики Корея.

## Описание
Переулок Маяковского начинается от улицы Большие Каменщики, проходит на северо-восток, пересекает Воронцовскую улицу, выходит на Марксистскую, затем продолжается с небольшим сдвигом до Таганской улицы.

## Здания и сооружения
По нечётной стороне:
- № 15/13 — Деревянный дом в бывшем Гендриковом переулке построен либо перестроен в 1891 году архитектором В. Ф. Жигардловичем для купца Петра Толкова. После революции превращен в коммунальный. С 1926 по 1930 год квартиру № 5 на втором этаже делили Владимир Маяковский, Лиля и Осип Брики. С 1990-х годов мемориальная квартира соседствовала с Культурно-информационным центром посольства Республики Корея. В 2003 году оставшиеся музейные предметы перевезены в Лубянский проезд, дом перестроен, мемориальное пространство фактически утрачено. Ныне памятник пустует. Находится в федеральной собственности. На июль 2018 года иные сведения отсутствуют. Дом внесён в Красную книгу Архнадзора (электронный каталог объектов недвижимого культурного наследия Москвы, находящихся под угрозой), номинация — запустение.[1]

По чётной стороне:
- Городская поликлиника № 104